# Cameron Peterson
Cameron Peterson (4 december 1983) is een Australisch wielrenner die in 2015 reed voor Drapac Professional Cycling.

## Carrière
In 2011 won Peterson het bergklassement van de Herald Sun Tour, met een voorsprong van 6 punten op de Canadees Nic Hamilton. In 2012 werd hij zeventiende in de eerste etappe van de New Zealand Cycle Classic.
In 2015 was Peterson prof bij Drapac Professional Cycling, maar na dat seizoen reed hij geen wedstrijden meer. Zijn laatste wedstrijd was het nationale kampioenschap op de weg in januari 2015, waarin hij in de aanval ging en op plek 48 eindigde.

## Overwinningen
2011
Bergklassement Herald Sun Tour

## Ploegen
- 2011 –  V Australia (vanaf 20-5)
- 2015 –  Drapac Professional Cycling

Brown · Clarke · Girdlestone · Hucker · Jones · Kerby · Kohler · Koning · Lapthorne · Meyer · Norris · Peterson · Phelan · Roe · Rudolph · Spokes · Sulzberger · Wippert · Canty (stagiair) · Evans (stagiair)